# Prästvallen
Prästvallen är ett naturreservat i Åre kommun i Jämtlands län.
Området är naturskyddat sedan 2017 och är 89 hektar stort. Reservatet består av gammal granskog och mindre myrmarker några tjärnar och delar av mindre sjöar.